# Елорн
Елорн (фр. Élorn) је река у Француској. Дуга је 56 km. Улива се у Атлантски океан. 